# 卡斯卡韋爾 (塞阿拉州)
卡斯卡韦尔（葡萄牙語：Cascavel）是巴西塞阿拉州的一个市镇。总面积837.967平方公里，总人口63570人，人口密度75.9人/平方公里。